# Bernadette Ngoyisa
Bernadette Ngoyisa Mudju (Kinshasa, 26 agosto 1982) è un'ex cestista della Repubblica Democratica del Congo, professionista nella WNBA.

## Biografia
A 17 anni emigra da Kinshasa. È residente a Parigi assieme al marito e parla il francese come madrelingua.

## Carriera
Inizia a giocare in Belgio nel Feminamur.
Il 29 maggio 2002 fa il suo esordio in WNBA a Portland con il New York Liberty, totalizzando a fine stagione 7 presenze con 6 punti e 5 rimbalzi.
Dal 2002 al 2004 gioca in Francia nell'ESB Villeneuve d'Ascq.
Nella stagione 2004-05 gioca con la Pallacanestro Ribera realizzando una media di 18,4 punti per gara (ppg) e 11,0 rimbalzi per gara (rpg).
Nell'aprile 2005 ritorna in WNBA firmando un contratto con il San Antonio Silver Stars, collezionando una media di 4,3 ppg e 2,3 rpg.
Nella stagione 2005-06 gioca per il  Cercle Jean Macé Bourges Basket nella Ligue Féminine de Basket.
Nel 2006 è scelta come undicesima nel WNBA Expansion Draft dal Chicago Sky.
Nelle stagioni 2006-07 e 2007-08 gioca nella Pallacanestro Femminile Schio con la quale conquista Campionato italiano e la EuroCup Women.
Nel 2008 disputa 31 partite con gli Indiana Fever, con una media di 2,7 punti, 1,7 rimbalzi e 0,2 assist a partita.
Nella stagione 2008-09 ritorna in Francia nell'Union Hainaut.
Nella stagione 2009-10 ritorna in Italia nella Pallacanestro Femminile Schio con la quale disputa 30 partite con una media di 11.6 punti a partita.
Nel settembre 2010 sottoscrive un accordo di 3 anni con il Nantes-Rezé Basket 44.

## Riconoscimenti
Nel 2005, dopo la stagione disputata con la Pallacanestro Ribera, è stata nominata miglior giocatrice straniera della LegA Basket Femminile.

## Palmarès

### Club

#### Competizioni nazionali
- Campionato francese: 1

Bourges: 2006
- Coppa di Francia: 1

Bourges: 2006
- Campionato italiano: 1

Pallacanestro Femminile Schio: 2007-08

#### Competizioni internazionali
- EuroCup Women: 1

Pallacanestro Femminile Schio: 2007-08